# 彩树鼩
彩树鼩（学名：Tupaia picta）是树鼩属的一个种。
第一个标本由奥德菲尔德·托马斯描述，是大英自然历史博物馆从北婆罗洲收集的动物学收藏品的一部分。

## 特征
彩树鼩的体长略高于7英寸（18.5厘米），尾巴长度略短，是同类中体型较小的树鼩之一。与其他相关物种相比，它的大部分身体颜色相当暗淡，主要由浅橄榄色组成，带有一些黄色斑点。然而，它的下巴和胸部颜色更亮，主要由橙色和黄色组成。它的背部也有一条黑色条纹。

## 分布与栖息地
彩树鼩是婆罗洲的特有种，栖息在文莱、加里曼丹和砂拉越的森林中。它通常生活在海拔较低的地方，低于300米，但在海拔数百米的地方也发现了一些标本。虽然彩树鼩并非濒危物种，但其栖息地仍面临丧失的问题。

## 行为与生态
彩树鼩的饮食主要包括水果和昆虫。